# Eduardo Rodrigues Areosa Feio

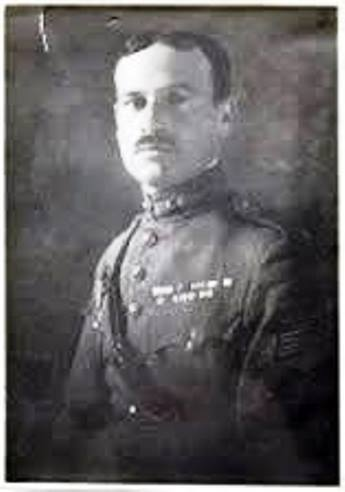
Eduardo Rodrigues Areosa Feio

Eduardo Rodrigues Areosa Feio (* 13. Dezember 1890 in Alcanhões, Portugal; † 1969 in Lissabon, Portugal) war ein portugiesischer Offizier. Als Gegner der faschistischen Diktatur des Estado Novo war er mehrfach im Gefängnis.

## Werdegang
1910 gehörte Feio zu den Akademikern, die sich am Sturz der portugiesischen Monarchie und Gründung der Republik beteiligten. Nach der Militärschule wurde er am 1. November 1914 zum Fähnrich der Artillerie befördert und nach Angola als Teil der Batterie der Expeditionsartillerie (Bateria de Artilharia Expedicionária) unter General António Pereira de Eça entsendet. Dort zeichnete er sich im Kampf gegen deutsche Truppen im Süden der Kolonie aus. Nach dem offiziellen Eintritt Portugals in den Ersten Weltkrieg im März 1916 kehrte Feio (bereits befördert zum Major der Artillerie) nach Europa zurück. Er kam im Dezember an die französische Front. In Flandern kommandiert er die 4. Artillerie-Batteriegruppe an der Schelde, bis zum Waffenstillstand 1918. Im Jahr 1919 wurde Feio zum ordentlichen Professor der Militärakademie ernannt.
Im Juni 1924 wurde Feio in die Kolonie Portugiesisch-Timor entsandt, wo er als Stabschef und Sekretär diente. Im Juni 1926 setzte das Militär mit einem Staatsstreich der ersten Portugiesische Republik ein Ende. Der amtierende Gouverneur von Portugiesisch-Timor Raimundo Enes Meira wurde von der neuen Regierung der Nationalen Revolution abberufen. Die koloniale Verwaltung führte ab dem 1. Juli ein Regierungsrat (portugiesisch Conselho Governativo), der von Eduardo Rodrigues Areosa Feio geführt wurde. Am 30. September übernahm der neue Gouverneur Teófilo Duarte die Amtsgeschäfte. Im März 1927 kehrte Feio nach Portugal zurück.
Unter der Diktatur von Salazar geriet Feio in Konflikt mit den Machthabern. 1931 wurde er in Elvas und São Julião da Barra und 1934 in der Festung von Peniche inhaftiert. Mit der Auflage, Peniche nicht zu verlassen, wurde Feio wieder freigelassen. Später durfte er seinen Wohnsitz nach Sines und dann nach Santiago do Cacém verlegen. Dort begann Feio Jugendliche zu unterrichten, was damit endete, dass er eine Schule gründete. Am 20. Mai 1935 wurde Feio, zusammen mit General José Norton de Matos und anderen demokratisch gesinnten Offizieren zwangsweise pensioniert.
Am 17. Juli 1938 wurde Feio wieder verhaftet und nach Trafaria gebracht. Erstmals wurde er von einem Militärgericht ordnungsgemäß verurteilt. Zu Weihnachten wurde er in das Gefängnis Aljube in Lissabon verlegt. Am 29. Juni 1939 wurde Feio aus dem Gefängnis entlassen. Trotz der mehrfachen Inhaftierungen behielt er seinen Rang als Armeeoffizier. Feio nahm seine Tätigkeit als Lehrer wieder auf, später wurde ihm aber die Lehrerlaubnis entzogen. Er kehrte nach Lissabon zurück, wo er 1969 verstarb.

## Auszeichnungen
Für seine Verdienste im Ersten Weltkrieg wurde Feio mehrmals ausgezeichnet. 1920 erhielt er den Turm- und Schwertorden im Range eines Ritters und 1926 den Ritterorden von Avis im Range eines Offiziers. Außerdem wurde er mit dem britischen Military Cross ausgezeichnet.

## Familie
Feio heiratete Maria Eugénia Salvação Barreto. Zusammen hatten sie zwei Kinder. Auch der Sohn António Areosa Feio engagierte sich als Oppositioneller gegen die Salazardiktatur.